# Silo (Oklahoma)
Silo è un comune degli Stati Uniti d'America, situato nello Stato dell'Oklahoma, nella contea di Bryan.